# Rhodacarellus corniculatus
Rhodacarellus corniculatus är en spindeldjursart som beskrevs av Rainer Willmann 1935. Rhodacarellus corniculatus ingår i släktet Rhodacarellus och familjen Rhodacaridae. Inga underarter finns listade i Catalogue of Life.